# غردن تل برميون (لوداب)
غردن تل برمیون (بالفارسية: گردن تل برمیون) هي قرية تقع في إيران في قسم لوداب الريفي. يقدر عدد سكانها بـ 100 نسمة .